# Barranqueiro-do-pará
Barranqueiro-do-pará (nome científico: Automolus paraensis) é uma espécie de ave da família dos furnariídeos (Furnariidae), endêmica da porção sudeste da bacia Amazônica no Brasil.

## Etimologia
O nome do gênero Automolus deriva do grego automólos (ἄυτομόλος), "desertor", e o epíteto específico paraensis é a forma latina para "paraense".

## Taxonomia e sistemática
O barranqueiro-do-paráera foi anteriormente tratado como subespécie do barranqueiro-pardo (A. infuscatus). Uma publicação de 2002 detalhou diferenças vocais significativas entre eles; com base nessa evidência, os principais sistemas taxonômicos o elevaram à categoria de espécie. O barranqueiro-do-pará, o barranqueiro-pardo, o barranqueiro-de-pernambuco (A. lammi) e o barranqueiro-de-olho-branco (A. leucophthalmus) formam uma superespécie monofilética.  O barranqueiro-do-pará é monotípico.

## Descrição
O barranqueiro-do-pará tem de 18 a 19 centímetros (7,1 a 7,5 polegadas) de comprimento e pesa de 32 a 41 gramas (1,1 a 1,4 onças). É um membro razoavelmente grande de seu gênero e tem um bico pesado. Os sexos têm a mesma plumagem e diferem muito pouco do barranqueiro-pardo, anteriormente coespecífico. Os adultos têm o rosto predominantemente marrom-escuro com listras avermelhadas nas coberturas das orelhas e loros grisalhos marrom-escuros e bege. Sua testa é marrom-escura com listras marrons rufescentes largas, mas discretas, que se tornam vieiras fracas na coroa marrom-acinzentada. Eles têm um colar marrom-escuro vago com listras marrom-claras fracas. Suas costas e garupa são de um rico marrom-oliva escuro que se mistura com as coberturas da cauda superior marrom-avermelhadas escuras.
As coberturas de asa do barranqueiro-do-pará são marrom-escuras ricas e suas penas de voo ligeiramente mais claras com um tom rufescente. Sua cauda é ruiva escura. A garganta e os lados do pescoço são brancos, o peito central é branco com uma camada acinzentada que se torna bege antes do ventre castanho-amarelado claro. Os lados do peito são castanho-oliva escuro, os flancos castanho-avermelhados e as coberteiras infracaudais castanho-claras. A íris é castanho-escura, castanho-clara ou avelã; a maxila preta a chifre-oliva escuro; a mandíbula, chifre-oliva, cinza a castanho-claro; e as pernas e pés, verde-acinzentados a verde-oliva amarelado. Os juvenis são ligeiramente mais escuros e opacos do que os adultos.

## Distribuição e habitat
O Barranqueiro-do-pará habita florestas tropicais perenifólias, principalmente de terra firme, mas também de várzea e floresta secundária, no bioma da Amazônia. Em altitude, varia de próximo ao nível do mar a 700 metros (2 300 pés). É encontrado apenas no Brasil ao sul da Amazônia, da margem direita do rio Madeira a leste até o Atlântico, dos estados do Amazonas e Amapá até os estados do Pará, Maranhão e Tocantins, e ao sul, até Rondônia e Mato Grosso. Em termos hidrográficos, está presente nas sub-bacias do Araguaia, da foz do Amazonas, do Gurupi, do Madeira, do Mearim, do Paru, do Tapajós, do Baixo Tocantins, do Trombetas e do Xingu.

## Comportamento e ecologia
O barranqueiro-do-pará é um residente durante todo o ano em toda a sua área de distribuição. Alimenta-se de uma variedade de insetos e aranhas larvais e adultos, e também come pequenos lagartos. Forrageia sozinho ou em pares, e na maioria das vezes como parte de um bando de alimentação de espécies mistas. Alimenta-se principalmente no sub-bosque da floresta, embora ocasionalmente o faça até o meio do andar, mas raramente até o subdossel. Acrobaticamente recolhe e puxa presas de epífitas, detritos, fendas de casca e, sobretudo, de aglomerados de folhas mortas. A estação de reprodução do barranqueiro-do-pará não foi definida, mas inclui pelo menos janeiro e fevereiro. Ele constrói um ninho em forma de xícara de fibras vegetais em uma câmara no final de um túnel que escava em um banco de terra. O tamanho da ninhada é de dois ovos. Nada mais se sabe sobre sua biologia reprodutiva. O canto é um "'kreet-kreetkrititit' muito agudo, penetrante e agudo, ligeiramente descendente". Seu chamado é nasal, um "wheet wheet".

## Conservação
A União Internacional para a Conservação da Natureza (UICN) classifica o barranqueiro-do-pará como pouco preocupante (LC), pois ocorre numa distribuição extremamente grande e não se aproxima dos limiares para Vulnerável sob o critério de tamanho de distribuição (segundo a IUCN, extensão de ocorrência < 20 mil quilômetros quadrados combinada com um tamanho de distribuição decrescente ou flutuante, extensão/qualidade do habitat ou tamanho populacional e um pequeno número de locais ou fragmentação severa). Sabe-se que suas populações estão em tendência decrescente, mas o declínio não é suficientemente rápido para se aproximar dos limiares para vulnerável (> 30% de declínio ao longo de dez anos ou três gerações) e sua população é muito grande, o que igualmente descaracteriza a classificação como vulnerável (< 10 mil indivíduos maduros com um declínio contínuo estimado em > 10% em dez anos ou três gerações, ou com uma estrutura populacional especificada). Em 2018, o barranqueiro-do-pará foi classificado como pouco preocupante (LC) no Livro Vermelho da Fauna Brasileira Ameaçada de Extinção do Instituto Chico Mendes de Conservação da Biodiversidade (ICMBio) Sua área de distribuição coincide com o arco de desmatamento da Amazônia, mas não foi evidenciado o declínio populacional.

### Áreas de conservação
O barranqueiro-do-pará está presente em várias áreas de conservação: a Estação Ecológica da Terra do Meio (ESEC da Terra do Meio), a Floresta Nacional de Amaná (Flona Amaná), a Floresta Nacional de Carajás (Flona Carajás), o Parque Nacional da Amazônia (PARNA Amazônia), o Parque Nacional do Jamanxim (PARNA do Jamanxim), o Parque Nacional do Juruena (PARNA Juruena), o Parque Nacional do Mapinguari (PARNA Mapinguari), o Parque Nacional de Pacaás Novos (PARNA Pacaás Novos), o Parque Nacional da Serra da Cutia (PARNA Serra da Cutia), o Parque Nacional da Serra do Pardo (PARNA Serra do Pardo), a Reserva Biológica do Gurupi (Rebio do Gurupi), a Reserva Biológica do Jaru (Rebio do Jaru), a Reserva Biológica Nascentes da Serra do Cachimbo (Rebio Nascentes da Serra do Cachimbo), a Reserva Biológica do Tapirapé (Rebio Tapirapé), a Reserva Particular do Patrimônio Natural Cristalino III (RPPN Cristalino III), a Reserva Particular do Patrimônio Natural do Lote Cristalino (RPPN Lote Cristalino), a Reserva Particular do Patrimônio Natural Seringal Assunção (RPPN Seringal Assunção), a Terra Indígena Apiaká do Pontal e Isolados (Apiaká do Pontal e Isolados), a Região de Bragança-Marituba (Bragança-Marituba), a Terra Indígena Igarapé Lourdes (Igarapé Lourdes), a Terra Indígena Kararaô (TI Kararaô), a Terra Indígena Sai-Cinza (TI Sai-Cinza), a Terra Indígena Uru-Eu-Wau-Wau (TI Uru-Eu-Wau-Wau), a Floresta Nacional de Caxiuanã (Flona Caxiuanã), a Floresta Nacional do Crepori (Flona Crepori), a Floresta Nacional do Tapajós (Flona do Tapajós), a Floresta Nacional de Itaituba I (Flona Itaituba I), a Floresta Nacional de Itaituba II (Flona Itaituba II), a Floresta Nacional do Jamanxim (Flona Jamanxim), a Floresta Nacional de Pau-Rosa (Flona Pau-Rosa), a Floresta Nacional do Tapirapé-Aquiri (Flona Tapirape-Aquiri) e a Floresta Nacional do Trairão (Flona Trairão).